# Walter Richard Rehn
Walter Richard Rehn (* 20. November 1884 in Dresden; † 13. Oktober 1951 ebenda) war ein deutscher Maler und Grafiker.

## Leben und Werk
Rehn wurde geboren als Sohn des Bildhauers Carl Gustav Richard Rehn und dessen Ehefrau Paula Marie, geborene Thomschke.
Er erhielt eine Ausbildung zum Porzellanmaler an der Porzellan-Manufaktur in Meißen. Anschließend studierte er bis 1910 an der Kunstgewerbeschule und an der Akademie der Künste in Dresden bei Carl Bantzer, Richard Müller und Oskar Zwintscher. Danach war er als freiberuflicher Künstler in Dresden tätig, bis 1930 hauptsächlich als Grafiker, Buchillustrator und Exlibris-Künstler, auch als Plastiker, später verstärkt als Maler. Rehn war Mitglied der Künstlervereinigung Dresden.
Seine erste umfangreiche Repräsentation von Grafik und Zeichnungen hatte er 1912 In der Kunsthalle P. H. Beyer & Sohn in Leipzig. 1940, 1942 und 1943 war Rehn auf der Großen Deutschen Kunstausstellung mit Blumenstücken vertreten. Von seinen acht dort ausgestellten Bildern wurden sechs von Hitler und Martin Bormann erworben. Über die Zeit nach 1945 wurden keine Informationen gefunden.
Rehn starb 1951 im Alter von 66 Jahren in seiner Wohnung, Villa Kyaw, Kyawstraße 8, in Dresden-Kleinzschachnitz. Er war seit 1920 verheiratet mit Hedwig Johanna Margarethe, geborene Fischer.

## Zeitgenössischen Rezeption
„Dass er ein Zeichner von Können und Bildner von Werten ist, wird keiner bestreiten, der auch nur seine Radierungen … gesehen hat. Daneben ist er ein träumender Phantast, und zwar in einem sogar für deutsche „Phantasiekünstler“ ganz ungewöhnlichen Grade.“

## Werke (Auswahl)

### Zeichnungen (Auswahl)
- Marville (Bleistiftzeichnung, 1917)[7]
- Wiesenstück (Aquarell, ausgestellt 1940 auf der Großen Deutschen Kunstausstellung)[8]
- Königskerze (Aquarell; ausgestellt 1942 auf der Großen Deutschen Kunstausstellung)[9]

### Druckgrafik (Auswahl)
- Dampfschiffhalteplatz Dresden (Radierung, um 1910)[10]
- Aus meinem Land (Radierung)[11]
- Phantastensünde (Radierung)[12]
- Erinnerungen (sieben Kaltnadelradierungen und Titelblatt einer Grafikmappe; publiziert vom Germina-Verlag Eugen Schäfer, Leipzig; 1923; u. a. im Bestand des Lindenau-Museums, Altenburg/Thüringen)[13]

### Plastik
- Drama (Bronze, um 1930)[14]

### Buchillustrationen (Auswahl)
- Carl Weisflog: Spittelfreuden des Jeremias Kätzlein. Rudolf Kaemmerer Verlag, Dresden 1920.
- Theodor Storm: Gedichte. Erich Matthes, Leipzig 1921.
- Sophie Reuschle: Peter Träumerleins Himmelfahrt. Erich Matthes, Leipzig, 1921
- Karl Henninger: Zwergkönig Laurin und der Rosengarten zu Worms. Hermann Schaffstein, Köln 1921.
- Karl Henninger: Herzog Ernst. Der mittelalterlichen Heldendichtung. Hermann Schaffstein, Köln 1922.
- Karl Henninger: Die Rolandsage: der mittelalterlichen Heldendichtung. Hermann Schaffstein, Köln 1922.
- Karl Henninger: König Rother. Der mittelalterlichen Heldendichtung nacherzählt. Hermann Schaffstein, Köln 1922.
- Karl Henninger: Dietrichs Flucht und Heimkehr. Die Thidrekssaga und mittelalterliche Heldengedichten. Hermann Schaffstein, Köln 1922.
- Kurt Arnold Findeisen: Kinderszenen auf heimatlichen Grund gelegt. Oskar Laube Verlag, Dresden 1922.
- Walter Diekermann: Lied und Leben. Hirt’s Musikbuch für Schule und Haus. Ferdinand Hirt, Breslau 1927.

## Ausstellungen (Auswahl)
- 1981 Dresden, Kunstausstellung Kühl (Radierungen, Aquarelle)
- 1989 Erfurt, Schloss Molsdorf („Grafik aus Dresden“, mit Georg Hermann Gelbke und Walter Helfenbein)